# Dialogue
Dialogue ist das unveröffentlichte zweite Musikalbum der britischen Progressive-Rock-Band Anderson, Bruford, Wakeman, Howe (ABWH), das aufgrund der Wiedervereinigung der beiden Bands Yes (Chris Squire, Trevor Rabin, Alan White und Tony Kaye) und ABWH sowie der Arbeit am folgenden Album Union nie vollendet wurde.

## Hintergrund
Nach dem Ende der Big Generator-Tour im April 1988 gingen die Bandmitglieder von Yes auseinander. Trevor Rabin widmete sich seinem Solo-Projekt Can't Look Away (1989 veröffentlicht), während Jon Anderson, frustriert durch die Reduzierung seiner Position in der Band auf die Funktion des Sängers von Songs, an deren Entstehung er nicht beteiligt wurde, mit Bill Bruford, Steve Howe und Rick Wakeman Kontakt aufnahm. Mit ihnen zusammen veröffentlichte er 1989 das Album Anderson Bruford Wakeman Howe. Chris Squire hatte vor Gericht erreicht, dass die vier Musiker nicht unter dem Namen Yes auftreten durften (Details unter Anderson, Bruford, Wakeman, Howe).
Nach dem Ende ihrer Welttournee am 23. März 1990 sammelten Anderson, Bruford, Wakeman und Howe unter dem Arbeitstitel Dialogue neues Material für ein zweites Album, dessen Veröffentlichung für Oktober 1990 angepeilt wurde. Anderson nahm seine Beiträge in Südfrankreich auf, während er gleichzeitig an seinem bisher unveröffentlichten Musical Chagall arbeitete. Zu dieser Zeit arbeiteten auch Howe, Bruford und Levin an neuem Material. Der Vorschlag Andersons, das Album in einem Farmhaus aufzunehmen, das zu einem Studio umfunktioniert worden war, stieß bei den anderen Bandmitgliedern, die in London arbeiten wollten, auf wenig Gegenliebe. Die vier Musiker experimentierten daraufhin gemeinsam mit mindestens 18 Songideen. Persönliche Animositäten, vor allem zwischen Anderson und Howe sowie zwischen Wakeman und Howe machten jedoch eine Zusammenarbeit schwierig. Die Sessions kosteten zu viel Geld und Arista wurde misstrauisch. Die Plattenfirma begann, Einfluss auf die Entstehung der Songs zu nehmen. Eine Aufnahmesession in den südfranzösischen Miravalstudios scheiterte. Die meisten der Dialogue-Songs wurden daher bald aufgegeben, auch weil Jon Anderson, angeregt von Promoter Larry Magid, die Idee verfolgte, Anderson, Bruford, Wakeman, Howe und Yes zu einer einzigen Band zusammenzuführen. Dass die beiden Lager nach dem Rechtsstreit wieder aufeinander zugingen, begann damit, dass Anderson Trevor Rabin mit der Bitte kontaktierte, einige Gitarrenparts zu Dialogue beizusteuern. Kurz darauf erweiterte er die Bitte: Rabin solle ABWH doch Songmaterial zur Verfügung zu stellen, das zum Stil der Band passte. Rabin sagte zu, und Anderson, Bruford, Wakeman und Howe sowie Arista gefielen seine Songs. Er zögerte jedoch, sie der Konkurrenzband zu überlassen. Angeregt von Jon Anderson forcierten dann die Managements beider Bands, vor allem Arista, eine Zusammenarbeit aller acht Yes-Veteranen unter einem einzigen Namen – eine achtköpfige Band namens Yes schien weit größeren Profit zu versprechen als zwei weitere Alben von ABWH und der Rumpfband um Chris Squire. Als sich das Zustandekommen des Megaprojekts Union (gegen den Willen von Bruford, Wakeman und Howe) abzeichnete, wurde das Dialogue-Material bis auf Take the Water to the Mountain aufgegeben und völlig neues Material geschrieben: I Would Have Waited Forever, Shock to the System, Without Hope You Cannot Start the Day, Silent Talking, Angkor Wat, Dangerous (Look In The Light Of What You're Searching For), Holding On und Give & Take. Weitere Details unter Union.
2007 hat Jon Anderson sein Dialogue-Material unter dem Titel Watching the Flags That Fly veröffentlicht.

## Die Songs
Die meisten erhaltenen Dialogue-Demos stammen von Jon Anderson, einige auch von Steve Howe. Einige der Instrumente, die auf den Anderson-Beiträgen zu hören sind, wurden von Roadies gespielt. Vermutlich handelt es sich dabei um Chris Ranson (Schlagzeug), PJ Deacy (Gitarre), Chris Macleod (Keyboards) und Stuart Sawney (Keyboards), die sowohl bei der ABWH-Tour, als auch bei der nachfolgenden Yes-Tour zum Einsatz kamen. Was Howe, Bruford und Levin spielten, bevor Anderson dazustieß, ist bis heute unbekannt.
- Try It Again 1:46 (auch als Intro, später veröffentlicht auf Jon Andersons Album Watching the Flags That Fly)
- Hold You in My Arms 7:40 (später veröffentlicht auf Jon Andersons Album Watching the Flags That Fly)
- Watching the Flags that Fly 6:02 (später veröffentlicht auf Jon Andersons Album Watching the Flags That Fly)
- We Make Believe 4:54 (später veröffentlicht auf Jon Andersons Album Watching the Flags That Fly)
- Is it Love? 5:59 (später veröffentlicht auf Jon Andersons Album Watching the Flags That Fly, neu eingespielt auf Jon & Vangelis’ Page of Life)
- Instrumental II 2:31 (später veröffentlicht auf Jon Andersons Album Watching the Flags That Fly)
- Looking for the Words 5:36 (auch als Untitled, später veröffentlicht auf Jon Andersons Album Watching the Flags That Fly)
- Take the Water to the Mountain 4:40 (Der einzige Song, der es auf das Album Union schaffte, Demo später veröffentlicht auf Jon Andersons Album Watching the Flags That Fly)
- To the Stars 3:21 (später veröffentlicht auf Jon Andersons Album Watching the Flags That Fly)
- Santa Barbara 5:45 (später veröffentlicht auf Jon Andersons Album Watching the Flags That Fly)
- Touch Me Heaven 3:32 (später veröffentlicht auf Jon Andersons Album Watching the Flags That Fly)
- Axis of Love 4:34 (vorgesehen für das Keys to Ascension-Projekt, aber erst auf Jon Andersons Album Watching the Flags That Fly veröffentlicht)
- Instrumental I 2:36 (später veröffentlicht auf Jon Andersons Album Watching the Flags That Fly)
- After the Storm 4:09 (später veröffentlicht auf Jon Andersons Album Watching the Flags That Fly)
- Tall Buildings 5:53 (später veröffentlicht auf Jon Andersons Album Watching the Flags That Fly)
- God with a Southern Accent 4:10 (Howe-Demo, später auf Steve Howes Album Quantum Guitars)
- Without a Doubt 3:52 (Howe-Demo)
- Big Love 4:36 (Howe-Demo, später auf Steve Howes Album Homebrew)
- Do it to tell (Band-Demo aus der gleichen Zeit, dessen Zugehörigkeit zu Dialogue oder Union ungeklärt ist)
- Terms of love (Band-Demo aus der gleichen Zeit, dessen Zugehörigkeit zu Dialogue oder Union ungeklärt ist)

## Besetzung
- Jon Anderson – Gesang, Gitarre
- Bill Bruford – Schlagzeug
- Steve Howe – Gitarre, Gesang
- Rick Wakeman – Keyboards

mit
- Chris Ranson? – Schlagzeug
- PJ Deacy? – Gitarre
- Chris Macleod? – Keyboards
- Stuart Sawney? – Keyboards